# Ponara
Ponara (biał. Панара; ros. Понара) − wieś na Białorusi, w obwodzie grodzieńskim, w rejonie smorgońskim, w sielsowiecie Karaniów.
Dawniej używana nazwa – Ponara Wielka.

## Historia
W czasach zaborów wieś i folwark w gminie Kucewicze, w powiecie oszmiańskim, w guberni wileńskiej Imperium Rosyjskiego. W 1866 roku wieś liczyła 64 mieszkańców w 4 domach, należała do dóbr Nowosiółki, własność Czapskich. W 1905 roku wieś liczyła 197 mieszkańców, 228 dziesięcin; zaścianek liczył 4 mieszkańców 11 dziesięcin należał do Narkiewicza.
W latach 1921–1945 wieś leżała w Polsce, w województwie wileńskim, w powiecie oszmiańskim, w gminie Kucewicze, a następnie w gminie Krewo.
W 1931 wieś w 49 domach zamieszkiwało 261 osób.
Wierni należeli do parafii rzymskokatolickiej w Borunach i prawosławnej w Krewie. Miejscowość podlegała pod Sąd Grodzki w Smorgoniach i Okręgowy w Wilnie; właściwy urząd pocztowy mieścił się w Krewie.
Po II wojnie światowej w granicach Związku Sowieckiego. Od 1991 w niepodległej Białorusi.